# 1878
Évszázadok: 18. század – 19. század – 20. század
Évtizedek: 1820-as évek – 1830-as évek – 1840-es évek – 1850-es évek – 1860-as évek – 1870-es évek – 1880-as évek – 1890-es évek – 1900-as évek – 1910-es évek – 1920-as évek
Évek: 1873 – 1874 – 1875 – 1876 –  1877 – 1878 – 1879 – 1880 – 1881 – 1882 – 1883

## Események

### Határozott dátumú események
- január 23. – XII. Alfonz spanyol király házasságot köt első unokatestvérével, María de las Mercedes d’Orléansszal.[1]
- február 20. – XIII. Leó pápa negválasztása.[2]
- május 1. –  Párizsban megnyílik az Exposition Universelle világkiállítás (november 10-én zár).
- március 3. – Oroszország San Stefanóban békét köt Törökországgal.[3]
- június 4. – A Brit Birodalom és az Oszmán Birodalom megköti a titkos Ciprus-megállapodást, amelyben a britek támogatásukról biztosítják a törököket az oroszok ellen és a háborút követő béketárgyalásokon, cserébe pedig megkapják Ciprust.[4]
- június 13.–július 13. – Az európai nagyhatalmak berlini kongresszusa.[5] (A kongresszus lezárta az orosz csapatok győzelmével végződő 1877–78-as orosz–török háborút és rendezte az új balkáni hatalmi viszonyokat. Felhatalmazást adott Ausztria-Magyarországnak a török birodalom részét képező Bosznia és Hercegovina, valamint a novibazári szandzsák katonai megszállását.)
- június 18. – Az amerikai hadsereg rendfenntartó célú bevetését – az 1861–1865 közötti polgárháború utáni helyreállítás lezárásként – az úgynevezett posse comitatus törvény megtiltja.[6]
- július 29. – Az Osztrák–Magyar Monarchia megkezdi Bosznia és Hercegovina megszállását.[5] (A császári és királyi XIII. hadtest báró Joseph Philippovich von Philippsberg táborszernagy irányításával Boszniában, báró Stephan von Jovanović altábornagy vezette 18. közös gyaloghadosztály Hercegovinába kezdi meg a bevonulást.)
- augusztus 19. – A Monarchia csapatai elfoglalják Szarajevót.[7]
- augusztus 31. – Árvíz Miskolcon, amely Magyarország legtöbb emberéletet követelő áradása lett.[8]
- augusztus 31. – Árvíz az Eger-patakon, amely a legpusztítóbb árvíz volt Egerben.[forrás?]
- október 15. – Miközben a horvát-szlavón határőrvidék felszámolása keretében átszervezik a határőrezredeket, a horvát szábor feliratban követeli Bosznia-Hercegovina, Dalmácia és Fiume egyesítését Horvátországgal.[9]
- október 20. – A Monarchia befejezi Bosznia-Hercegovina okkupálását és pacifikálását.[9] (A nehézségek miatt végül 300 ezres osztrák-magyar hadsereg 3300 katonát veszít csatában. A megszállt területen horvát jogrendet vezetnek be.)
- november 4. – A Zirc-Pilis-Pásztó apátsághoz kötik a szentgotthárdi ciszterci apátságot.
- december 5. – Tisza Kálmán átalakítja kormányát.[10]

### Határozatlan dátumú események
- Tiszasüly határában, Sajfoknál megépül Magyarország első belvízszivattyú-telepe. (A várakozással ellentétben a szivattyúk nem voltak képesek rövid időn belül maradéktalanul átemelni a belvizeket, így a vállalkozás csődbe ment.)[11]
- Dzsombe Szudi mohéli királynő halála után másodszülött fia, II. Abdul Rahman lesz Mohéli szultánja (királya) (uralkodik a haláláig, 1885-ig).
- Istóczy Győző a magyarországi zsidók Palesztinába telepítését javasolja.[12]

## Születések
- január 9. – Rudnay Gyula festőművész († 1957)
- január 12. – Molnár Ferenc író, drámaíró († 1952)
- január 29. – Flandorfer Ignác földbirtokos, gazdasági tisztviselő, országgyűlési képviselő († 1948)
- január 30. – Pierre Vaillant(wd) francia festő († 1939)
- február 1. – Hajós Alfréd olimpiai bajnok úszó, építész († 1955)
- február 14. – Barta Ernő magyar festő és grafikus († 1956)
- április 9. – Grossmann Marcell matematikus († 1936)
- május 7. – Erdős Renée költő, író († 1956)
- május 8. – Pentelei Molnár János festőművész († 1924)
- június 5. – Pancho Villa, a mexikói forradalom egyik vezéralakja († 1923)
- július 6. – Eino Leino finn költő, újságíró († 1926)
- július 19. – Balatoni Károly úszó, vízilabdázó, birkózó, sportvezető († 1945)
- augusztus 19. – Plósz István gazdálkodó, kisgazda politikus, országgyűlési képviselő († ?)
- augusztus 28. – Apponyi Károly honvéd vezérkari alezredes, nagybirtokos, császári és királyi kamarás, főrendiházi, majd felsőházi tag († 1959)
- szeptember 19. – Sipőcz Jenő ügyvéd, Budapest polgármestere, majd főpolgármestere († 1937)
- szeptember 19. – Stromfeld Aurél vezérezredes, az Osztrák–Magyar Monarchia vezérkari tisztje, a Tanácsköztársaság idején a Magyar Vörös Hadsereg vezérkari főnöke († 1927)
- október 10. – Julier Ferenc katonatiszt, 1919-ben vezérkari főnök, katonai szakíró († 1944)
- október 21. – Krúdy Gyula író († 1933)
- november 9. – Szemere Árpád magyar operaénekes, rendező († 1933)
- november 15. – Reinitz Béla magyar zeneszerző, zenekritikus († 1943)
- november 17. – Lise Meitner osztrák-svéd atomfizikusnő († 1968)
- november 30. – Márffy Ödön magyar festőművész, grafikus († 1959)
- december 18. (vagy december 6.) – Joszif Sztálin Dzsugasvili  († 1953)
- december 21.
  - Jan Łukasiewicz lengyel matematikus, logikus és filozófus († 1956)
  - Máriássy Mihály magyar földbirtokos, jogász, országgyűlési képviselő († 1953)

## Halálozások
- január 8. – Dömötör János királyi tanfelügyelő, a Kisfaludy Társaság tagja, költő (* 1843)
- január 24. – Pieter Bleeker holland orvos és ichthiológus (* 1819)
- január 25. – Chappon Lajos vívómester, honvédtiszt (* 1802)
- február 7. – IX. Piusz pápa (eredeti neve: Giovanni Mastai-Ferretti) az eddigi leghosszabb pontifikátusú pápa (* 1792)[13]
- február 8. – Elias Magnus Fries svéd botanikus, mikológus (* 1794)
- március 7. – Alfred Donné(wd) francia orvos, bakteriológus (* 1801)
- március 28. – Darmay Viktor költő, író (* 1850)
- május 17. – Kovács Sebestény Endre orvos, sebész, az MTA tagja (* 1814)
- június 5. – Balás Teofil Ferenc Benedek rendi szerzetes, gimnáziumigazgató (* 1795)
- június 9. – Szkalnitzky Antal építész (* 1836)
- június 9. – Balogh Zoltán földbirtokos, költő (* 1833)
- június 10. – Fogarasi János nyelvtudós (* 1801)
- június 13. – Carl Stål svéd entomológus volt, aki a félfedelesszárnyúak (Hemiptera) tanulmányozására specializálódott (* 1833)
- augusztus 8. – Baldácsy Antal országgyűlési képviselő (* 1803)
- augusztus 23. – Adolf Fredrik Lindblad svéd zeneszerző (* 1801)
- november 3. – Medve Imre magyar festő és író (* 1813)
- november 27. – Kovachich József Miklós jogtörténész, levéltáros, forráskutató (* 1798)
- Dzsombe Szudi mohéli királynő (* 1836/37)